# Mohamed Traoré
Mohamed Traoré (Bamako, 1988. november 18. –) mali válogatott labdarúgó, jelenleg a Al-Merrikh játékosa.